# Oceanroning
⇒ Denne side fokuserer på dansk oceanroning
Oceanroning er en niche ekstremsport, hvor man ror over et ocean. Sporten er blevet mere populær, efter den i stigende grad er blevet standardiseret gennem officielle ocean-rokonkurrencer, samt bådene er blevet hurtigere og mere sikre.
Skotske oceanroer Chay Blyth (en) arrangerede den første Atlanterhavs-rokonkurrence i 1997. Syv kaproningner senere, i 2012, købte danske Atlantic Campaigns rettighederne til kaproningen, og siden da har kaproningen været kendt som Talisker Whiskey Atlantic Challenge.
Den første dansker til at ro over et ocean er Christian Havrehed. I 2001 roede han sammen med kineseren Sun Haibin over Atlanterhavet i båden Yantu som del af Atlanterhavs-kaproning nr. 2.
Den første danske kvinde til at ro over et ocean er Lise Kronborg. I 2009 roede hun som del af en 12-mands besætning over Atlanterhavet i båden "Britannia III" i Atlanterhavs-kaproning nr. 6.
Den første dansker til at ro alene over et ocean er Lasse Wulff Hansen. I 2021 roede han over Atlanterhavet som del af Atlanterhavs-kaproning nr. 15.
De første danskere til at ro over Stillehavet er Lasse Wulf Hansen, Joachim Sutton, Andreas Derby og Jens Peter L. Neergaard. I 2023 roede de sammen fra Monterey, Californien, til Hawaii i båden "Sleipnir" som del af Stillehavskaproning nr. 5. De fire første Stillehavs-kaproninger hed Great Pacific Race og var arrangeret af engelske oceanroer Chris Martin. Stillehavs-kaproningen nr. 5 i 2023, The World’s Toughest Row – Pacific, var en ny konkurrence arrangeret af Atlantic Campaigns.
Til og med udgangen af oktober 2023 har i alt 22 danskere (17 mænd og 5 kvinder) roet over et ocean. 4 har gjort det mere end én gang. Lasse Wulff Hansen er den første dansker til at ro to oceaner.
The Ocean Rowing Society International (ORS) har siden 1983 ført statistik over oceanroning. ORS agerer som dommer for Guinness World Records inden for oceanroning. Atlantic Campaigns fører også statistik over oceanroning gennem Ocean Rowing Stats, men i et mindre omfang. En verdensrekord udråbt af Atlantic Campaigns er ikke nødvendigvis en Guinness World Record.

## Anden langdistanceroning
I 1920'erne roede ægteparret Niels og Edel Ventegodt fra København til Santander i Nordspanien i deres 2-åres indrigger "Viking".
I 1986 roede færingen Ove Joensen, også kaldet "Ro-Ove", fra Tórshavn til København i robåden "Diana Victoria".
I 2022 roede Christian Havrehed og Lars Gabe som de første Danmark rundt i robåden "Yantu 2".